# Gutta Sternbuch
Gutta Sternbuch (Varsavia, 22 gennaio 1917 – New York, 30 agosto 2012) è stata un'insegnante polacca di origine ebraica, superstite dell'Olocausto.
Proveniva da una famiglia appartenente alla classe media. Visse in Varsavia durante gli anni della seconda guerra mondiale, e si laureò all'Università di quella città. Fu insegnante e successivamente divenne direttrice di una scuola, da lei creata, nel ghetto di Varsavia durante l'occupazione nazista in Polonia. Collaborò con Janusz Korczak nel suo orfanotrofio.
Prese parte al giornale pubblicato nel ghetto, Jewish Gazette, per il quale scrisse articoli di vario genere.

## La famiglia
Gutta Sternbuch proviene da una famiglia benestante, appartenente alla classe media. Nacque e visse a Varsavia con il padre Yehoshua Eisenzweig, la madre Sarah e il fratello più piccolo Yankel in un appartamento in via Franciszkanska. 
Negli anni venti del XX secolo Varsavia era un centro economico importante: via Malawska, via Nalewki, via Franciszkanska e via Gensia. Questi centri economici comprendevano i famosi mercati tessili e l'industria conciaria dominata da Ebrei.
Il nonno di Gutta, Reb Berel Gefen, si trasferì Varsavia da Białystok, dove la sua famiglia si occupava del commercio della pelle da generazioni. Egli comprava la pelle dai russi e la importava in Polonia, dove si occupava del commercio e produceva suole per scarpe. 
Suo nonno Reb Berel e sua nonna Malkah avevano nove figli. La madre di Gutta, Sarah, era la più grande. Nonostante non avesse un titolo di studi molto alto, era una donna molto intelligente. Era usuale per le donne ebree di classe media non concludere gli studi. A discapito di ciò, quando fu ragazza aveva un insegnante che veniva appositamente per lei al fine di istruirla.
Gutta aveva un legame molto forte con suo fratello Yankel, di tre anni più giovane.
Con la cugina Blima, figlia della sorella di sua madre, Gutta era nella stessa classe a scuola e successivamente andarono insieme alle colonie estive Bais Yaakov.
Rivka Alter era la migliore amica di Gutta. Figlia di R. Yisrael Alter, figlio di Gerrer Rebbe. Insieme frequentarono la scuola superiore Chavatzelet.
Gutta, inoltre, era molto vicina a suo zio Shloime, di sette anni più grande. Non era sposato e viveva nella casa dei suoi genitori.
La cultura ebraica era molto importante per la famiglia di Gutta. Quando la famiglia si riuniva si parlava in Yiddish, perché il padre disapprovava che si parlasse in polacco durante lo Shabbat. 
Nel 1939, dopo aver terminato gli studi magistrali, l'amica Rivka insieme con i suoceri suggerì a Gutta un possibile Shiddukh, una sorta di fidanzamento. L'uomo si chiamava Eli Sternbuch. Era un uomo d'affari ed era coinvolto insieme al fratello e sua moglie nel salvataggio degli ebrei. 
Viaggiava dalla Svizzera fino a Cracovia per il seminario Bais Yaakov, in particolare per conoscere Rabbi Orlean. Quando Eli venne in Varsavia Gutta era in Kryniza con la famiglia Tanzman per il tempo delle vacanze. Così egli conobbe la famiglia di Gutta e successivamente la raggiunse a Kryniza. Pochi giorni dopo fu annunciato alla radio che tutti gli stranieri dovevano lasciare il paese a causa del pericolo immanente di guerra, e così Eli tornò in Svizzera. Nonostante il suo ritorno in Svizzera, egli volle restare in contatto con Gutta per corrispondenza. Subito dopo, il 1º settembre 1939, i Tedeschi invasero la Polonia.
Nell'inverno del 1941 il padre di Gutta ottenne il permesso dai Tedeschi per poter uscire dal ghetto per andare a Lublino a visitare suoi genitori. Il permesso gli fu concesso, ma egli non fece più ritorno perché mentre era a Lublino i Nazisti fecero la prima deportazione e lo trasferirono nel Campo di sterminio di Bełżec.

## Educazione
Dall'età di sei anni Gutta frequentò la scuola pubblica. Le classi comprendevano tra trenta e quaranta studenti. Gli insegnanti erano polacchi o ebrei non religiosi. Insegnavano studi laici e una volta a settimana si teneva lezione di religione. 
A Gutta fu trasmesso lo spirito yiddish. Sua madre occasionalmente le leggeva dall'Yiddish Tzena u'Rena, un insegnante veniva a casa loro per insegnarle le preghiere dal Siddur e suo padre ogni settimana le insegnava la Parashah della Torah.

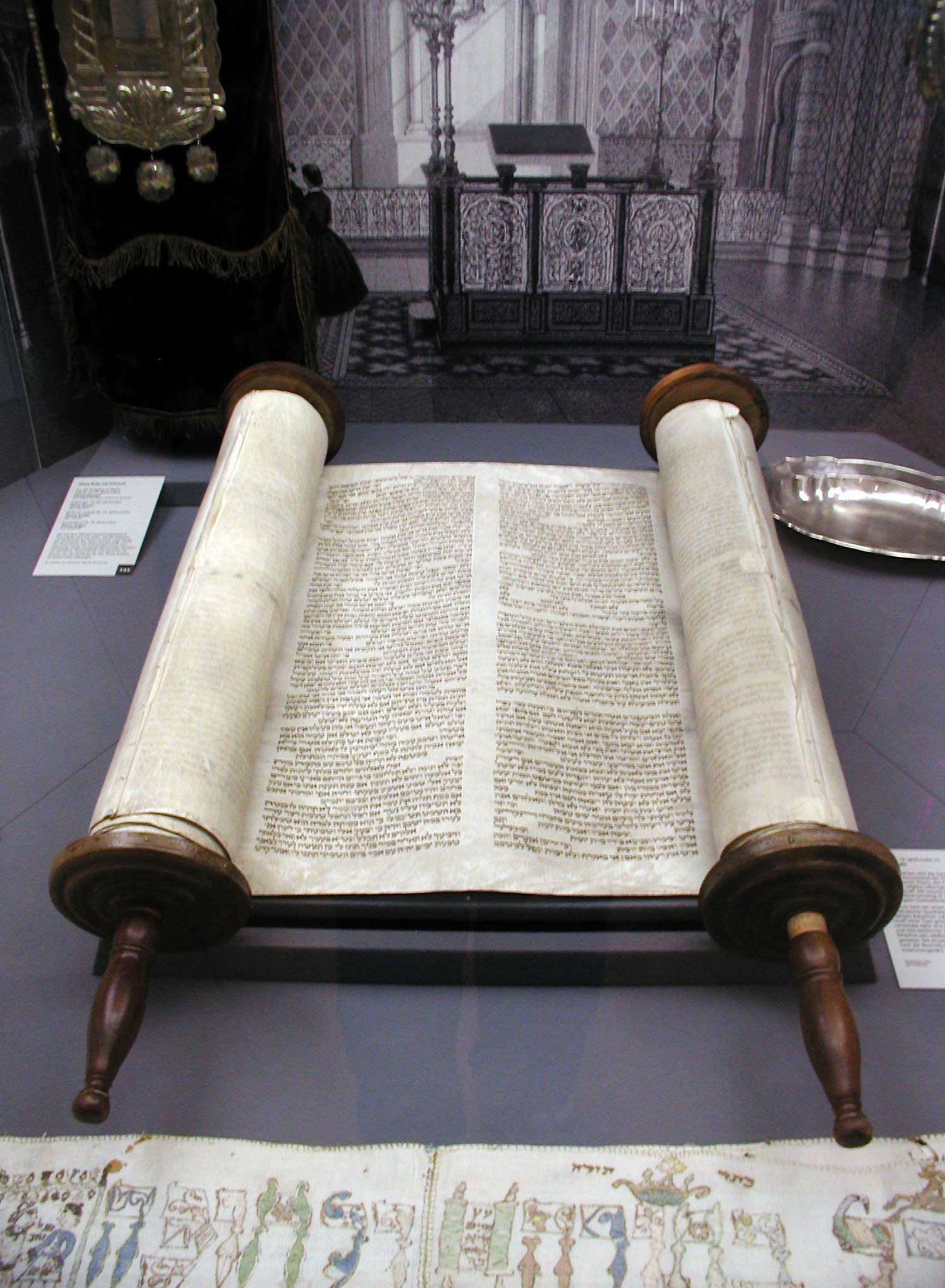
Testo sacro ebraico nella sua forma tradizionale

Nel 1928 aprirono in Varsavia le scuole femminili Bais Yaakov. Era una rete rivoluzionaria di scuole promossa da Sarah Schenirer, educatrice rivoluzionaria poiché garantiva un'istruzione ebraica anche alle donne, prima normalmente erogata in ambiente domestico.
Gutta andò alla Bais Yaakov in seconda media.
La scuola era organizzata in sei classi e aveva complessivamente un centinaio di ragazze.
In quel periodo c'erano due ginnasi per ragazze a Varsavia: Yehudiyah e Chavatzelet. Quest'ultima era una scuola molto religiosa e di alto livello.
Normalmente chi proveniva dalla scuola Bais Yaakov poteva entrare come matricola nella scuola superiore Chavatzelet senza dover sostenere un test d'ingresso. La madre di Gutta però desiderava che lei saltasse la classe delle matricole, così dovette sostenere un esame per essere ammessa al ginnasio. Il programma di studi era molto impegnativo. Era diretto da una donna non religiosa.
Allo studio della Torah era dedicata un'ora al giorno. Le sei ore rimanenti erano dedicate ad altri studi.
La difficoltà maggiore era data da un esame finale, esame di maturità. Esso era molto più difficile per gli Ebrei poiché nelle scuole cattoliche l'esame di maturità veniva preparato dagli insegnanti delle medesime classi mentre il ginnasio ebraico non aveva il diritto di preparare una prova propria.
Per puro interesse personale Gutta frequentò le riunioni dei revisionisti sionisti. Questi ultimi avevano come leader Ze'ev Jabotinsky e la loro filosofia era molto vicina alle credenze tradizionali ebraiche. Frequentò, alle volte, riunioni comuniste, non perché condividesse i loro ideali, ma per gli stimoli intellettuali che derivavano dalle loro discussioni accese. 
All'età di diciassette anni Gutta frequentò l'ultimo anno della scuola Chavatzelet durante il quale fu scelta dal preside della sua scuola, signor Pelz, per insegnare studi ebraici alla scuola Bais Yaakov aperta per i bambini che non potevano permettersi di frequentare regolarmente. In questo modo Gutta la mattina andava al ginnasio, il pomeriggio insegnava alla scuola elementare e la sera studiava per sostenere l'esame di maturità. 
Dopo l'esame di maturità Gutta decise di partecipare al seminario Bais Yaakov a Cracovia. Rivka, la sua amica d'infanzia, andò con lei.
Gutta oltre a frequentare il seminario in Cracovia, volle allo stesso tempo prendere una laurea. Poiché all'Università di Varsavia era necessario frequentare solo una lezione per semestre per rendere valido l'anno, Gutta decise di frequentare alcune lezioni prima della sua partenza per Cracovia. In questo modo, fino all'arrivo dell'autunno, insegnò nella scuola elementare e contemporaneamente frequentò le lezioni all'università. Dopo di che partì per Cracovia.
Della sua famiglia solamente la madre sapeva dei suoi molteplici impegni.

## Giovinezza

### Seminario di Bais Yaakov
Quando Gutta arrivò al seminario Bais Yaakov si rese conto di non trovarsi a proprio agio in quell'ambiente. La visione della realtà che avevano le ragazze presenti sembrava a Gutta molto antiquata rispetto alla sua.
Gli studi comprendevano storia, matematica, polacco, tedesco. Poiché Gutta aveva molta padronanza di queste materie ne fu esonerata. Da una parte si sentì libera poiché non doveva seguire lezioni di cui sapeva già gli argomenti, dall'altra però si sentii sola sia psicologicamente sia spiritualmente. 
Fu affiancata dal consigliere del dormitorio ad una donna di nome Chana Rappaport, di venti anni circa che fu per Gutta una guida: le insegnò come pensare con la propria testa e ad approcciarsi alla legge in maniera critica.
Un'altra donna che ebbe una forte influenza su Gutta fu Hnka Grossfield, della prima generazione di insegnanti di Bais Yaakov, mandata da Yaakov Rosenheim in Germania. Divenne un'assistente di Sarah Schenirer e una delle più efficaci insegnanti delle due generazioni successive.
Durante il seminario Gutta conobbe Rabbi Yehudah Leib Orlean uno dei più importanti e influenti pensatori e pedagogisti ebraici del tempo. Gutta assistette alle sue lezioni durante il seminario e grazie a lui imparò ad apprezzare e comprendere la tradizione, la storia e gli aspetti più profondi della cultura yiddish.
Dopo aver studiato al seminario per un anno e mezzo, le studentesse venivano mandate nelle comunità vicine ad insegnare nelle scuole elementari per ragazze per un periodo di sei mesi. Gutta fu mandata da Rabbi Orlean in una piccola e povera città vicino a Cracovia di nome Stopnica.

### L'università di Varsavia
Nessuno al di fuori della madre sapeva che Gutta aveva deciso di frequentare l'Università di Varsavia per conseguire un dottorato di ricerca. 

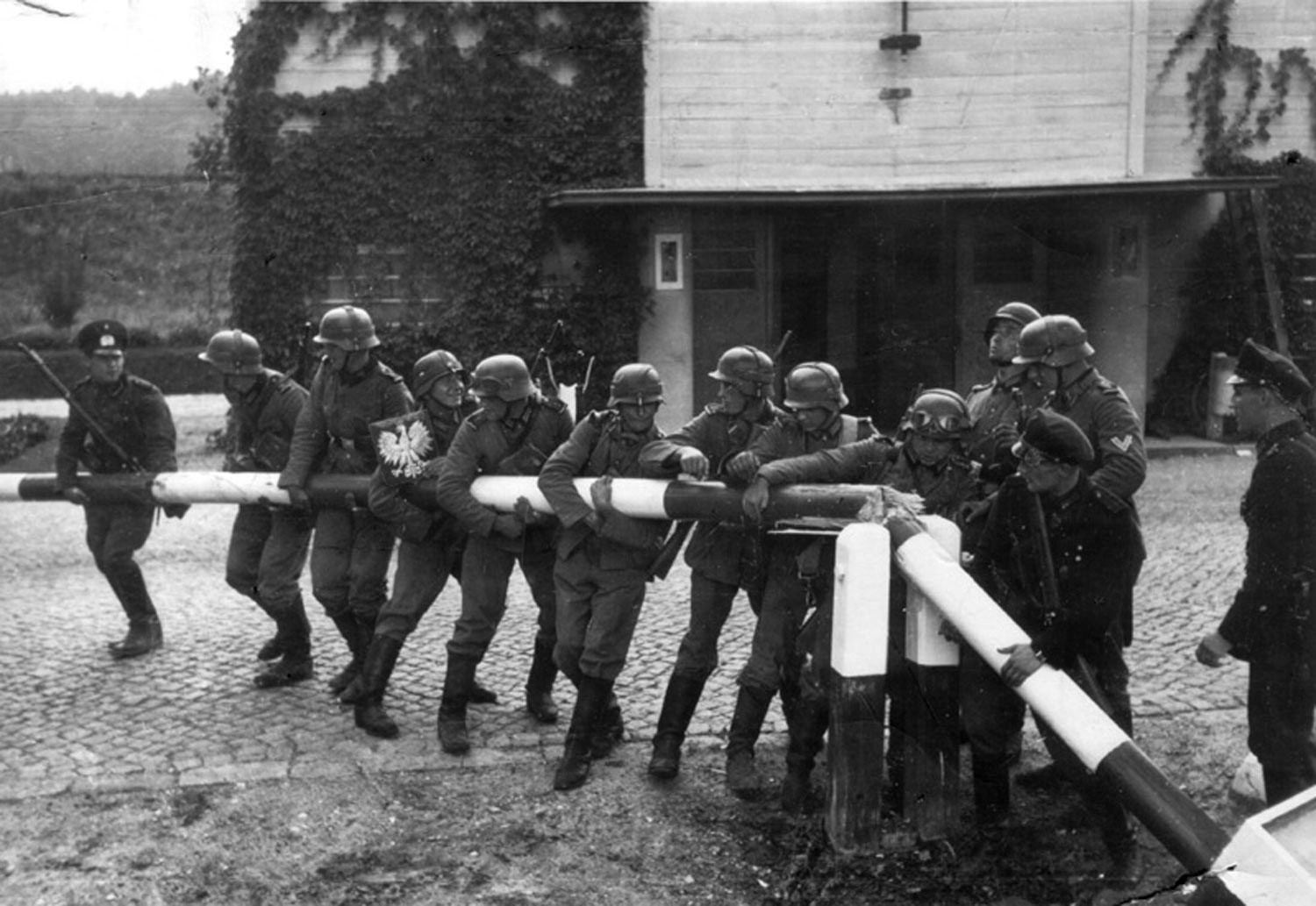
1º settembre 1939, soldati tedeschi rimuovono la barriera di un posto di frontiera fra Germania e Polonia

Nessun membro di Bais Yaakov aveva un dottorato di ricerca, a causa di ciò il governo aveva rifiutato di fornire un sostegno economico alla scuola. Rabbi Orlean quando scoprì l'intenzione di Gutta di conseguire un dottorato di ricerca la incoraggiò: se lei avesse conseguito un dottorato e avesse fatto parte dello staff di Bais Yaakov, il governo avrebbe fornito stipendi a tutti gli insegnanti e un sostegno economico alla struttura. Sarebbe potuto essere un cambiamento radicale, ma scoppiò la guerra e distrusse questa possibilità.
All'età di vent'anni, nella primavera del 1937 Gutta tornò in Varsavia e iniziò a frequentare l'università, ma fu un'esperienza molto diversa da quella vissuta al seminario. Le materie erano poco coinvolgenti e non vi era alcun rapporto con gli insegnanti. Un altro aspetto negativo era il fatto che agli studenti ebrei erano riservati i "banchi ghetto" e in molti preferivano seguire le lezioni stando in piedi.
Gutta si iscrisse al Machon L'Mada'ei HaYahadut (Istituto per gli studi ebraici), un'istituzione secolare integrata all'università. Qui conobbe Hillel Seidman che studiava sotto la supervisione del professor Balaban, direttore dell'archivio della comunità ebraica a Varsavia. Seidman era stato segretario esecutivo sia per Agudas Israel Youth Movement che per Union of Jewish Parlimentarians of the Sejm(parlamento polacco). Qualche mese prima dello scoppio della guerra Seidamn era stato persino eletto per il consiglio comunale di Varsavia. L'esperienza all'Università dal 1939 iniziò a prendere una svolta poco piacevole. Tra gli studenti non ebrei si diffondevano atteggiamenti antisemiti. La frequenza per i maschi ebrei non era più garantita, mentre le donne avevano il compito di far firmare un libro delle frequenze ai professori. Nella primavera del 1939 Gutta terminò gli studi magistrali.

## L'inizio della guerra e il Ghetto di Varsavia
Dall'invasione della Polonia, il 1º settembre 1939, la vita in Varsavia si arrestò. Tutti i giorni, per tutto il giorno fino al tramonto, il cielo era sorvolato da aeroplani tedeschi i quali lanciavano bombe sulla città.
Poche settimane dopo i bombardamenti cessarono. La resistenza dell'esercito polacco crollò e i tedeschi entrarono con i loro mezzi a Varsavia. Non vi erano provviste di cibo e acqua, si diffusero varie epidemie, tra cui il tifo. Gutta e suo fratello Yankel si ammalarono e il secondo morì.
L'atteggiamento antisemita dei Tedeschi era sempre più duro e crudele. Furono imposti lavori forzati e si verificarono innumerevoli esecuzioni. Agli ebrei fu vietato di viaggiare sui treni. Scuole e sinagoghe furono chiuse. Alla fine del 1939 ogni ebreo al di sopra di dodici anni era obbligato ad indossare una fascia con sopra la stella di Davide.
Le imprese delle famiglie ebree furono confiscate. I Nazisti imposero alle famiglie di consegnare una lista con tutti gli averi presenti nelle abitazioni. Ciò portò alla nascita di un'economia sotterranea e al contrabbando di cibo e viveri. 
L'epidemia di tifo non cessava e Hans Frank, governatore generale dei Nazisti, ordinò a tutti gli ebrei di spostarsi all'interno di uno “spazio di resistenza”. Questo spostamento venne giustificato con la volontà, da parte dei Nazisti, di contenere e limitare l'epidemia. La conseguenza fu lo spostamento dell'intera comunità ebraica in un'unica area della città. Nella metà di febbraio del 1940 venticinque mila ebrei furono spostati dall'autorità e venne impedito loro l'abbandono del ghetto senza permesso, sotto minaccia di morte.

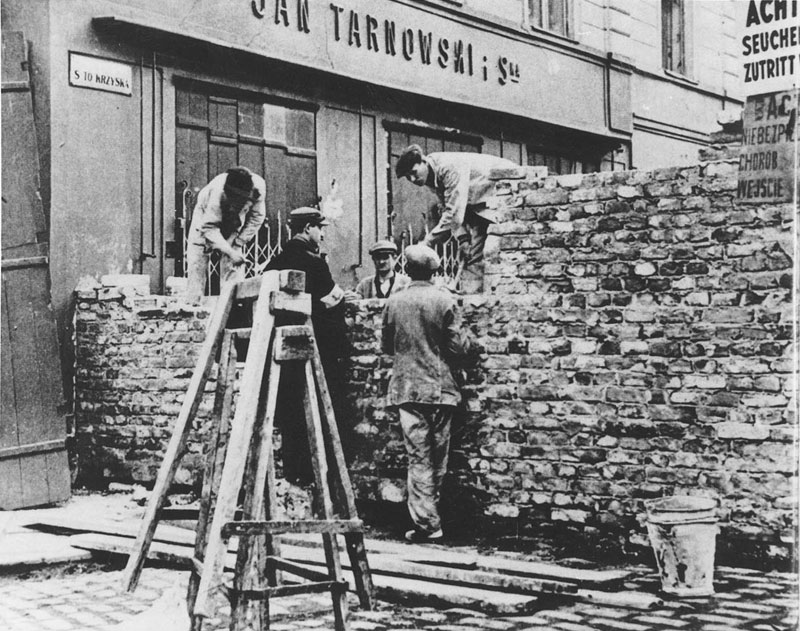
The Wall of ghetto in Warsaw - Building on Nazi-German order August 1940

Venne costruito un muro intorno al ghetto, per compiere un totale isolamento degli ebrei. Superare il muro non era semplice, all'esterno c'erano le guardie tedesche, e all'interno le forze dell'ordine ebraiche. Molte volte sparavano a coloro che si avvicinavano al muro con l'intenzione di oltrepassarlo. Tra le altre cose venne anche dichiarato il coprifuoco: alle ore sei del pomeriggio per le strade del ghetto non doveva esserci nessuno. Gli Ebrei, per evitare il coprifuoco, si ingegnarono e fecero dei passaggi da un appartamento all'altro in modo da poter passare da una casa all'altra senza essere scoperti dai Nazisti. 
La comunità ebraica residente nel ghetto però non si diede per vinta. Furono organizzati dei gruppi di preghiera e studio, allestite recite teatrali e pubblicati quotidiani, ovviamente tutto in segretezza.
Furono organizzate anche delle lezioni, tenute da professori universitari.
Gutta le frequentò e si impegnò a scrivere la tesi di dottorato sullo stato psicologico dei bambini nel ghetto.
Uno dei professori era uno storico ebreo di nome Mayer Balaban. Era una delle poche persone con il permesso di allontanarsi dal ghetto per brevi periodi di tempo per motivi di lavoro. Egli, al suo ritorno, invece di portare con sé documenti per i quali aveva l'autorizzazione, portava del cibo per i suoi studenti.
Gutta aprì illegalmente all'interno del ghetto una scuola Bais Yaakov, divenne preside e insegnò a centinaia di ragazze. Le lezioni si tenevano nelle stanze degli appartamenti semi distrutti dai bombardamenti, ogni classe era composta da venti o trenta ragazze. Non avevano libri, quaderni ne i soldi per acquistarli. 
Inoltre Gutta, insieme a Hillel Seidamn, scrissero per un giornale ebraico pubblicato all'interno del ghetto, il Jewish Gazette.
Nell'agosto del 1941 il posto di preside nella scuola Bais Yaakov aperta da Gutta fu preso da un'altra persona mentre lei si rivolse a Janusz Korczak, un famoso pedagogo, per lavorare nel suo orfanotrofio. Janusz Korczak era considerato uno dei più famosi pedagogisti in Polonia e, prima dello scoppio della guerra, insegnava nella scuola Chavatzelet. Era famoso per il suo metodo di approccio ai giovani alla base del quale c'erano l'amore e il rispetto per ogni alunno. Inoltre egli fu autore del suo stesso programma radiofonico.
Prima dello scoppio della guerra Korczak era a capo di due orfanotrofi: uno cristiano e l'altro per ebrei. Successivamente agli avvenimenti della guerra e alla nascita del ghetto si dedicò all'orfanotrofio per ragazzi ebrei e lo spostò all'interno del ghetto. Gutta lavorò al suo fianco nell'orfanotrofio un lungo periodo di tempo.
Futuro marito di Gutta, Eli Sternbuch, spesso offriva aiuto alle persone del ghetto. Spediva dalla Svizzera pacchi contenenti viveri e medicine. 
Nel novembre del 1941 Eli spedì a Gutta il primo passaporto paraguaiano. Passaporti esteri erano utilizzati nel ghetto come documenti di protezione. Grazie ad essi gli Ebrei potevano sfuggire al nazismo. In breve tempo il numero di persone con passaporti esteri aumentò radicalmente e i Nazisti di fronte a questo fatto emanarono un mandato secondo il quale i possessori di tali documenti dovevano registrarsi alla Gestapo. Presentarsi davanti alla Gestapo e dichiarare di essere in possesso di questi documenti era un rischio, poiché nessuno sapeva le conseguenze che ne sarebbero derivate. Nonostante ciò Gutta decise di obbedire all'ordinamento della polizia e andò a registrare il suo possesso del passaporto. 15 luglio del 1942 la Gestapo ordinò a tutti coloro che avevano registrato il possesso di passaporti stranieri di presentarsi la mattina del 17 luglio alla polizia e che successivamente sarebbero stati deportati nella prigione Pawiak.

## Pawiak
La prigione Pawiak esisteva già in Polonia prima dello scoppio della guerra. Era un complesso di edifici circondato da un muro di grandi dimensioni con quattro torri di guardia. Deteneva pericolosi criminali. Con l'avvento della guerra i Nazisti usavano la struttura della prigione per criminali e prigionieri politici.
La mattina del 17 luglio 1942 Gutta e altri duecento ebrei furono radunati davanti alla stazione di polizia. I Tedeschi chiamarono in ordine alfabetico tutti i presenti e li condussero all'interno della prigione.
Dominava il terrore. I Nazisti la notte prelevavano le donne, a volte anche i bambini, li portavano nell'area di fronte alla prigione e li fucilavano. Queste esecuzioni erano giustificate dai Nazisti con il mancato rispetto del coprifuoco da parte delle donne. 
Trecento ebrei furono deportati e uccisi a Treblinka e Belzec.
Successivamente all'incarcerazione di Gutta a Pawiak, furono incarcerati anche Rivka, Hillel Seidman e sua madre Sarah. Qui rimasero circa sei mesi, fino a che, nella notte del 18 gennaio 1943 un ufficiale li radunò insieme ad altre persone e li caricò dentro una macchina. Furono portati alla stazione ferroviaria e caricati su un treno passeggeri. Furono accompagnati da due Nazisti che li sorvegliarono. Viaggiarono per tutta la notte e il giorno seguente arrivarono a Vittel, in Francia.

## Vittel

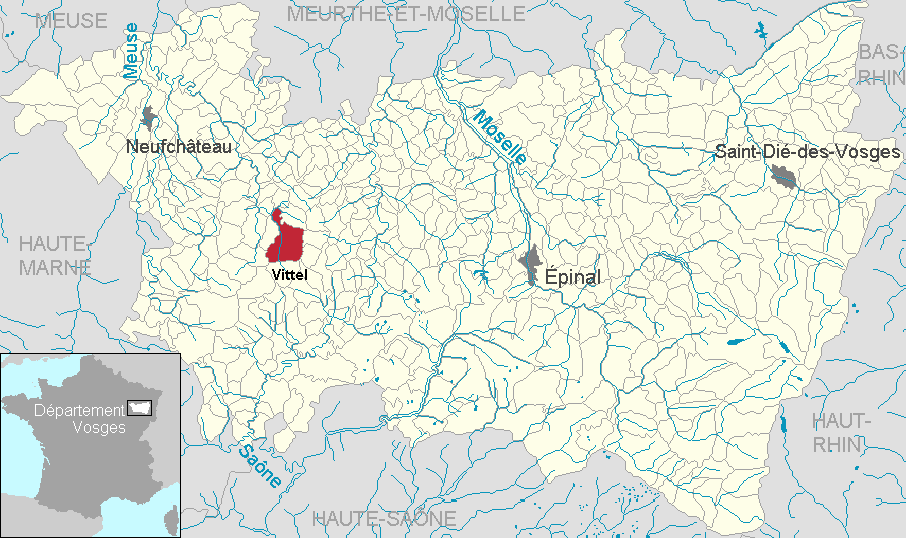
88-Vittel

A Vittel si trovava una struttura costituita da numerosi hotel. Palazzi molto grandi con un giardino, un ospedale e un vasto terreno. 
Per il periodo della guerra la struttura fu trasformata in un campo di internamento ed era sorvegliata da un comandante tedesco. 
Il posto era molto bello e per coloro che vi furono portati fu una grande sorpresa essere catapultati da un giorno all'altro in un luogo di pace e tranquillità dopo aver vissuto l'orrore a Pawiak e aver vissuto una vita difficile nel Ghetto di Varsavia. 
Gutta con la madre, Rivka e Seidman alloggiarono all'Hotel Providence. Furono accolti dai Tedeschi e portati nelle loro stanze. Avevano totale libertà. Conducevano uno stile di vita normale, non c'erano regole da rispettare, né coprifuoco né obblighi. Nonostante ciò coloro che si trovavano all'interno della struttura non potevano lasciarla, se non con un permesso. La struttura era circondata da un recinto di filo spinato.
La Croce rossa si occupava di fornire cibo, medicine e abiti. Grazie a questa organizzazione le persone residenti a Vittel potevano mandare lettere in tutti i paesi dove la Croce rossa aveva accesso. In questo modo si potevano avere informazioni sia sulla situazione della guerra che su famigliari e amici e le loro sorti. 
I 3.000 circa internati che alloggiavano in altri hotel della struttura erano cittadini degli Stati Uniti e Regno Unito, alcuni di loro erano ebrei, e altri erano prigionieri di guerra francesi e inglesi. Vi erano alcuni ebrei tra cui una donna con cui Gutta strinse un legame di amicizia: la signora Bergman. Entrambe condividevano la passione per i libri e per lo studio. Infatti studiarono insieme diverse materie, non soltanto la Torah.
A Vittel un gruppo di persone organizzò delle lezioni in cui veniva insegnato il cattolicesimo, ma molti degli alunni erano ebrei. Non appena Gutta seppe la notizia il rabbino e la signora Schorr organizzarono anche loro delle lezioni. Hillel Seidman insegnò ai maschi mentre Gutta alle ragazze. Organizzarono una scuola Bai Yaakov, dove veniva insegnato l'ebraico e la cultura yiddish.
Mentre Gutta rimase internata a Vittel mantenne i contatti con Eli, il quale le chiese di sposarla. Lei fu sopraffatta dalla situazione e preferì rimandare la questione del matrimonio fino alla fine della guerra.
Nel dicembre del 1943 il consolato spagnolo a Berlino annunciò al comandante di Vittel che il Paraguay non avrebbe più riconosciuto i documenti di protezione. Fu un duro colpo per gli ebrei poiché, senza la cittadinanza paraguaiana, erano a rischio di essere deportati. 
Gli ebrei presenti a Vittel scrissero molte lettere alle organizzazioni ebraiche e alle conoscenze che avevano in Svizzera e Inghilterra, ma furono tutti tentativi vani.
Gli altri paesi dell'America Latina seguirono l'esempio del Paraguay e smisero di riconoscere i passaporti. Poche settimane dopo i tedeschi ordinarono a tutti di consegnare i loro documenti di protezione.
I Tedeschi scelsero un uomo di nome Schwartz, che viveva a Vittel con la moglie, per rappresentare la comunità ebraica di Vittel. 
Schwartz radunò coloro che possedevano documenti esteri e comunicò che 18 marzo (1944) sarebbero stati spostati in un edificio chiamato Hotel Beau Site, fuori dalla struttura. L'Hotel Beau Site era separato dal resto degli edifici, era recintato con il filo spinato e per raggiungere il resto della struttura era necessario attraversare un ponte che divideva le due aree. Dal momento dello spostamento la libertà lasciata agli internati si ridusse poiché fu instaurato un coprifuoco, alle ore sei tutti dovevano rientrare nell'Hotel Beau Site.
Poche settimane dopo Schwartz annunciò un altro spostamento, per ragioni tecniche. Il nuovo luogo era distante cinquanta chilometri da Vittel. Le persone si resero conto che erano in pericolo e iniziarono a scrivere lettere al comandante del campo chiedendo se l'annullamento dei loro documenti paraguaiani non era un errore, ma furono tentativi vani.
A distanza di pochi giorni i Tedeschi annunciarono che la mattina seguente le persone sarebbero state radunate e si sarebbero dovute presentare con i propri oggetti personali.

## La vicenda

### Prima deportazione
Gutta Sternbuch fu deportata dal Ghetto di Varsavia al campo Vittel, in Francia.
La mattina del 19 aprile 1944 Gutta e la madre si svegliarono e trovarono gli uomini delle SS davanti alla porta della stanza.
Annunciarono che da lì a poco sarebbe avvenuta la deportazione per il campo di sterminio Treblinka. 
Entrarono nella stanza due persone: Rivka Alter, amica d'infanzia di Gutta, e un uomo di nome Frankel, il quale rassicurò Sarah dicendo che conosceva un posto in cui nascondersi, nel quale dovevano dirigersi all'istante. Gutta e la madre si fidarono dell'uomo e lo seguirono giù per le scale, si girarono per vedere se Rivka era dietro di loro, ma non la videro. Gutta iniziò ad urlare e ad incoraggiarla a seguirli, ma la donna era troppo debole e stanca per correre e continuare a lottare. Gutta dovette correre per potersi salvare e dovette lasciare Rivka dietro di sé.
Si diressero nel seminterrato dove si trovavano le cantine con all'interno i forni di una panetteria. Miriam Nowicz convinse i lavoratori delle cantine a lasciare le porte aperte, affinché vi si potessero rifugiare. La porta della stanza in cui si trovavano era rotta e non riusciva a chiudersi del tutto, perciò c'era il pericolo che gli uomini delle SS li trovassero. Dopo pochi minuti scesero nelle cantine i soldati tedeschi che ispezionavano il luogo, per accertarsi che non ci fosse rimasto nessuno. Fortunatamente non guardarono dentro la stanza forno in cui si era nascosta Gutta con la madre e le altre persone, e andarono via.
Dopo poco tempo le SS tornarono per fare altri controlli, ancora infruttuosi, ma il ritorno delle unità paramilitari naziste impedì ai rifugiati di lasciare la stanza per due giorni. Decisero di uscire soltanto dopo aver sentito il treno partire ed essersi accertati che i Tedeschi non sarebbero più tornati a controllare. La prima ad uscire fu la madre di Gutta la quale vide che intorno a loro le cose erano abbandonate e in disordine, come se ci fosse stata una rivoluzione. Gutta vedendo il posto in quelle condizioni si sentì sopraffatta e decise di porre fine al terrore e alla sofferenza. Prese una bottiglia di liquido detergente, lo aprì e iniziò a bere, fino a quando non svenne e perse i sensi.
Si svegliò all'interno della struttura ospedaliera di Vittel, con sua madre al suo fianco. Era stata incosciente a lungo. I dottori temevano che potesse morire.
In quel giorno oltre a loro altre venti o trenta persone non furono deportate. In molti tuttavia si suicidarono, per sfuggire l'orrore di Treblinka.

### Seconda deportazione
Dopo essere riusciti a sfuggire la deportazione Gutta, sua madre, Frankel e Seidman furono costretti a continuare a nascondersi dai Tedeschi. Seidman aveva trovato un nascondiglio per conto proprio, Gutta era stata ricoverata mentre sua madre era insieme a lei.
L'obiettivo dei Tedeschi era deportare il maggior numero di persone sane, poiché nei campi di sterminio dovevano servire per lavorare. Perciò negli ospedali ci furono continui controlli per verificare se le persone ricoverate erano guarite e diventate idonee al lavoro, per poter essere deportate. 
Una mattina la madre di Gutta vide sostare un treno nella stazione vicino a Vittel. Il fatto che il treno non fosse ripartito il giorno stesso era segno che ci sarebbe stata una seconda deportazione.
Con l'aiuto di Seidman portò Gutta al piano superiore dell'ospedale, dove c'era un'area di quarantena per gli affetti da malattie infettive, ma l'infermiera che aprì la porta del piano non volle farli entrare. Furono allora costretti a tornare nella stanza al piano di sotto.
Quando i Tedeschi iniziarono a prelevare pazienti dall'ospedale, Gutta giaceva nel suo letto, dietro una porta chiusa, sua madre era nascosta insieme a lei.
Un ufficiale nazista entrò nella stanza e Gutta presa dal terrore, pur essendo estremamente debole, si alzò dal letto, corse verso la porta del balcone e la aprì. L'uomo la afferrò e la allontanò dal balcone. Lei si ribellò, cercò di lottare. L'ufficiale la calmò e la rassicurò che non le avrebbe fatto del male: chiamò l'infermiera e rimproverò Gutta per il suo gesto folle. Dopo di che lasciò la stanza senza fare rapporto che vi erano delle persone dentro. Dopo pochi minuti entrò nella stanza un dottore dicendo che i Tedeschi avevano lasciato l'ospedale.
Gutta rimase in cura all'ospedale, finché non recuperò pienamente le forze.

## La liberazione
Successivamente allo sbarco in Normandia, 6 giugno 1944, gli Ebrei che erano in possesso di documenti di protezione furono informati dal Orthodox Rabbi's Rescue Committee che i loro passaporti erano stati ufficialmente riconosciuti dai paesi dell'America del Sud e che non erano più a rischio di deportazione. Nonostante ciò gli Ebrei continuarono a nascondersi dai Nazisti.
Gutta con la madre decisero di non tornare nella loro stanza, per paura di cadere nelle mani dei nazisti. Cercarono un posto in cui rifugiarsi per passare le notti. Non passarono mai la notte due volte nello stesso posto. Gli ebrei rifiutarono di aiutarle, trovandosi nella loro stessa situazione, perciò trovarono aiuto da persone di fede non ebrea. 
Miriam Nowicz fu costantemente impegnata nell'aiutare Gutta a trovare un posto in cui rifugiarsi. Dopo settimane di continui cambiamenti tra stanze e appartamenti di persone sempre diverse, Miriam riuscì a trovare un appartamento in cui potevano alloggiare. Nessuno sapeva che quell'appartamento era abitato da Gutta, dalla madre e Miriam, perciò dovevano fare attenzione alle loro azioni per non farsi scoprire dai vicini. Stettero in quell'appartamento per due settimane, fino alla liberazione.
Nei giorni successivi ci furono sparatorie e colpi di fucile, dopo di che il 1º settembre 1944 i tedeschi lasciarono il territorio di Vittel e dintorni.

## Gli anni dopo la liberazione
Poche settimane dopo la liberazione la città di Vittel fu riconsegnata alla Francia. Gli Ebrei che si trovavano a Vittel furono trasferiti in a La Bourboule, una piccola città nella regione dell'Alvernia. Gutta venne a conoscenza di una città di nome Aix-les-Bains, a qualche ora di viaggio da La Bourboule vicino al confine svizzero, dove si trovavano molti ebrei superstiti della guerra e decise di trasferirsi lì con la madre e Seidman.
Nel contempo Eli Sternbuch seppe che Gutta era arrivata ad Aix-les-Bains e decise di affittare un appartamento per lei e la madre.
Eli lavorava per la Croce Rossa, si occupava di riunire le famiglie separate a causa della guerra. Viaggiava in tutta la Francia in cerca di bambini, precedentemente separati dalle loro famiglie a causa della guerra, ospitati dalle famiglie cristiane francesi dopo la fine del conflitto, e li riportava dai loro genitori. Tra 1939-39 la casa in cui abitava era considerata un centro per gli ebrei dove rivolgersi e chiedere aiuto.
Pochi mesi dopo Gutta e Eli si fidanzarono, per potersi sposare dovettero aspettare, poiché le questioni burocratiche erano rallentate a causa del disordine successivo alla fine della guerra.
Nonostante la guerra fosse finita da tempo, molte persone avevano bisogno di essere aiutate. In particolare ci furono molti bambini ebrei orfani. Il fratello di Eli, Yitzchak, e sua moglie Recha già durante la guerra si occupavano di soccorrere e prestare aiuto alle persone. Con la fine della guerra decisero, insieme a Gutta, di aiutare gli orfani: un paio di volte al mese Recha arrivava ad Aix-les-Bains in treno con decine di bambini dalla Polonia, Romania e Cecoslovacchia. Recha spesso delegava i suoi impegni con gli orfani ad altre persone di fiducia come Rabbi Moshe. Rabbi Moshe era uno studente di Rav Meir Shapira, si rifugiò nel villaggio francese durante la guerra.
Successivamente Recha e suo marito Yitzchak decisero di aprire una yeshiva, un centro di studi della Torah, e chiesero a Leibel di occuparsene. La yeshiva creata dai due coniugi espanse la religione ebraica in tutta la Francia.
Ad Aix-les-Bains ci furono molti superstiti della guerra che non avevano passaporti né documenti d'identità. Non avere documenti era un problema, poiché significava non avere nessun diritto di vivere in un determinato paese né di essere riconosciuto in esso.
Gutta si impegnò ad aiutare queste persone a procurarsi documenti. Si recò vicino a Chambéry, dove parlò col capo della polizia spiegandogli la situazione. Egli, inizialmente, mandò i documenti d'identità a Gutta, così che le fu più semplice oltrepassare il confine con la Svizzera. Le fu data una lista di nomi, di ebrei polacchi e belgi, con fototessere e informazioni relative alle persone. Gutta andava alla stazione di polizia una volta a settimana con la lista di persone che era riuscita ad identificare. La polizia in questo modo cominciò a mandare i documenti agli ebrei di Aix-les-Bains.
Nel 1944 Gutta e Eli si sposarono, poche settimane dopo il matrimonio si trasferirono in Svizzera, a San Gallo, vicino al confine austro-germanico, dove molti ebrei si erano rifugiati per sfuggire alla guerra. 
Ebbero sei figli: Dovi, Shua, Deborah, Ushy, Nafti e Ryfka.
Nel 1970 si trasferirono a Zurigo. Entrambi continuarono ad essere membri attivi della comunità ebraica, impegnarono le loro risorse per offrire aiuto a coloro che ne avevano bisogno.
Concluse la sua vita il 30 agosto del 2012 a New York, negli Stati Uniti